# ニトリ
株式会社ニトリ（英: Nitori Co., Ltd.）は、北海道札幌市北区に本社を置く、家具およびインテリア用品小売業 の大手。日本国内693店舗（2021年7月2日時点）、および台湾、中華人民共和国、マレーシア、シンガポール、タイなど、世界に約100店舗のチェーンストアを展開している。インターネット通販も行っている。
似鳥昭雄が北海道で創業し、一代で家具・インテリア用品を製造・物流・販売する大手企業へと成長させた。2010年11月、持ち株会社制への移行に伴い現在はニトリホールディングス（持株会社）の完全子会社である。2012年にアメリカ合衆国に Nitori USA,Inc.も設立、昭雄の名からとった「AKi-Home」（アキ・ホーム）の名で翌年から店舗展開している。
学習机は年間7万7千台を販売し、全国シェアで日本一となっている。

## 概要
「お、ねだん以上。ニトリ」をCMのキャッチコピーとしており、家具業界では珍しく製造小売業（SPA）のノウハウを取り入れ、「海外原材料の仕入→現地生産→輸入→店舗販売→商品配送」までほぼグループ直営で行うことで、自社で原材料の仕入れや製造段階からかかわり商品の品質を確保しつつ、その品質の割に安価な価格で人々に提供していることを特徴としている。製造・小売りのみならず中間物流・配送まで自社でおこなう一貫体制を取っており（ニトリでは自社の業態を「製造物流小売業」と謳っており、物流を大規模に行っているのも特徴であり）、札幌・関東（埼玉県白岡市）・関西（兵庫県神戸市）・九州（福岡県大川市）に拠点となる直営の物流センター（DC）を持ち、社長の似鳥昭雄が渡米した際に見た米軍の兵站システムにヒントに「自動立体倉庫」も導入しており（札幌物流センターが最初に導入）、加えて本来ならば商社が仲介する船の手配までも自前で行っている、という特徴がある。
取り扱う商品としては家具、インテリア用品、生活用品（寝具・ベッドリネン類、食器・キッチン用品、ランドリー用品、白物家電等々）のいずれも扱っており、大分類するなら「ホームファニシング」という用語で分類されることがある業態である。日本ではあまり馴染みのない言葉ではあるが、イケアなど欧米では一般的な業態である。実際、事業展開に当たっては、イケアを手本の一つにしているという。創業段階では家具店であったが、創業者似鳥昭雄自身が現在の業態へと進化させた。
看板などに使われるイメージカラーは「エメラルドグリーン」だが、一部店舗や配送センター等では旧デザインの「青色に鳥のマーク」を継続して使用している。
北海道拓殖銀行の破綻以後不振が続く北海道経済の中でも1988年以来2017年現在「30期連続増収増益」 と順調に推移し、DCMホーマック（ホームセンター）、ツルハホールディングス（ドラッグストア）、ラルズや福原（いずれもスーパーマーケット）などとともに「北海道の勝ち組企業」と呼ばれている。2002年10月には札幌証券取引所から東京証券取引所第一部に上場した。
2014年5月に白井俊之が取締役執行役員から取締役社長に就任した。創業家以外は初である。

## 沿革

### 旧法人（現持株会社）
- 1967年（昭和42年）12月[1] - 札幌市北区北26条西5丁目（現在は、フラワーショップOKADAYA）で「似鳥家具卸センター北支店[13]」を創業。
  - 店名について、「卸センター」は安くて広い、「北支店」はどこかに本店があるのだろうと客に思わせる狙いで命名された[13]。
- 1972年（昭和47年）3月3日 - 資本金300万円で「株式会社似鳥家具店」を設立し、法人格へ移行[1]。
- 1978年（昭和53年）6月 - 株式会社ニトリ家具に商号変更[注釈 1]。
- 1981年（昭和56年）6月 - 札幌市以外の地方1号店苫小牧店（苫小牧市北光町[14]、後に移転[注釈 2]）開店[17]。
- 1986年（昭和61年）7月 - 株式会社ニトリに商号変更[1][注釈 3]。
- 1989年（平成元年）9月27日 - 札幌証券取引所に上場[18]。
- 1993年（平成5年） - 北海道外1号店として勝田店（茨城県勝田市、現・ひたちなか市）開店。
- 1997年（平成9年）11月17日 - メインバンクにしていた北海道拓殖銀行が経営破綻。保証人として入った山一證券も11月24日に自主廃業に陥った。拓銀と山一経由で調達した50億円の社債を住友信託銀行に借り換えてもらい、連鎖倒産を逃れた。
- 2000年（平成12年）8月 - 株式会社マルミツを完全子会社化。
- 2005年（平成17年） - 『「豊かな住まい」追求と社会貢献活動』の功績により北海道新聞文化賞を受賞[19]。
- 2006年（平成18年）4月 - 北海道外での事業拠点となる赤羽店（東京都北区）開店。7月24日には同店の6・7階に東京本部を開設した。
- 2007年（平成19年）5月12日 - 「宜得利家居」として初の海外店舗を、中華民国高雄市にオープンした。
- 2008年（平成20年）
  - Jリーグ加盟のコンサドーレ札幌のユニフォーム胸スポンサーとなる。
  - 6月17日 - 下請けメーカーへの代金約3億3,300万円を不当に減額していたとして、公正取引委員会から、下請代金支払遅延等防止法違反で勧告を受ける[20]。
- 2009年（平成21年）3月 - さっぽろ芸術文化の館（旧・北海道厚生年金会館、札幌市中央区）の命名権を取得[21]。2010年4月1日より『ニトリ文化ホール』へ改称される[21]。契約期間は2016年3月31日までの予定。
- 2010年（平成22年）8月21日 - 会社分割により持株会社制へ移行。販売部門を「株式会社ニトリ」（新社。分割準備会社が改名）に、物流部門を「株式会社ホームロジスティックス」（同）に分割し、社名を「株式会社ニトリホールディングス」に改める。
- 2011年（平成23年） - この年より北海道日本ハムファイターズのユニフォームスポンサーとなり、パンツ右上にロゴが入る。
- 2012年（平成24年）10月 - 本社を札幌市手稲区から札幌市北区へ移転。
- 2013年（平成25年）
  - 2月 - 300店舗達成。売上高3,000億円達成。
  - 10月 - アメリカ合衆国カリフォルニア州に、同国初出店となる「Aki-Home Tustin店・Fullerton店」をオープン。

### 現法人
- 2010年（平成22年）

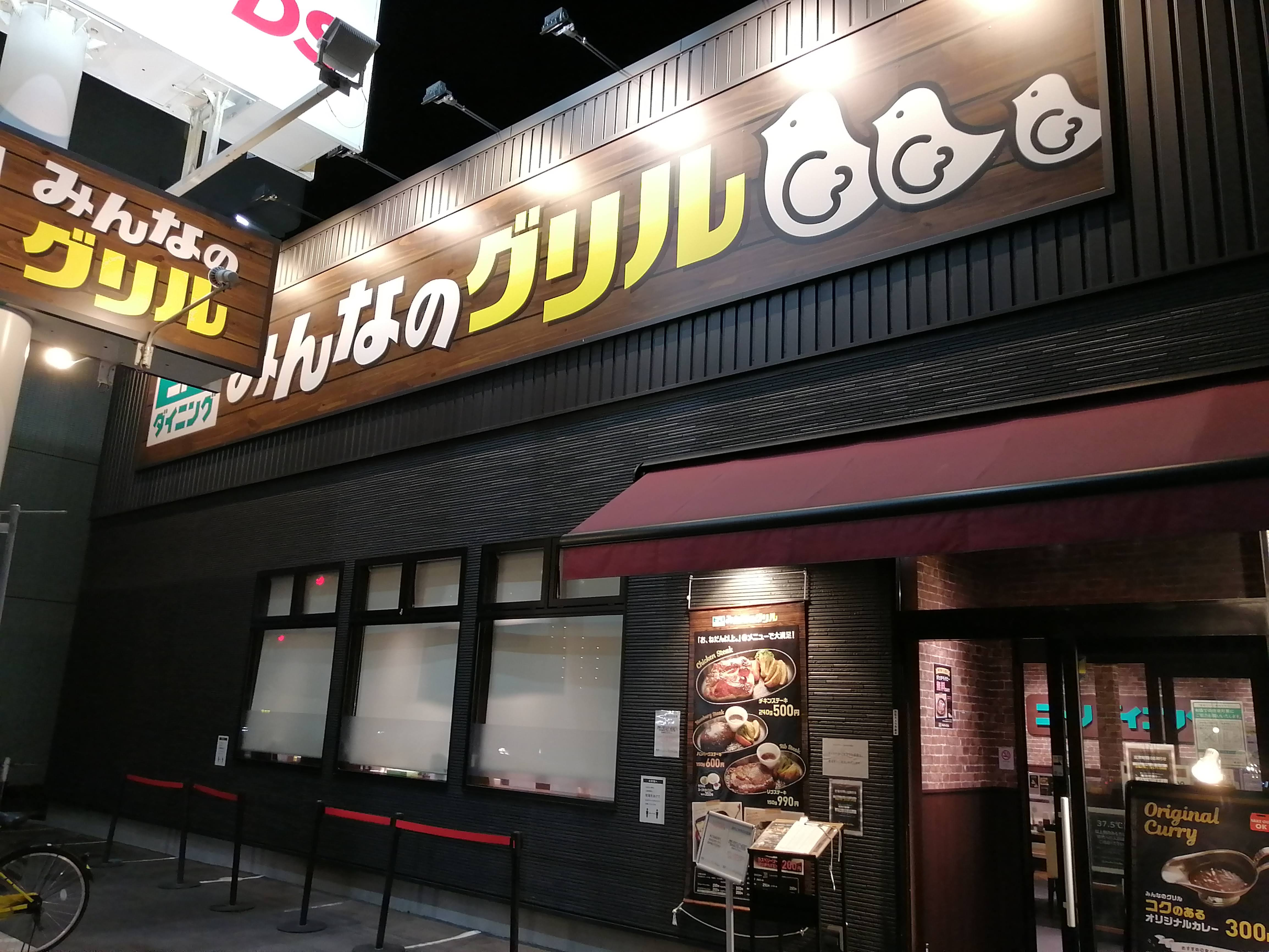
ニトリダイニング みんなのグリル 環七梅島店

  - 3月23日 - （旧）株式会社ニトリの完全子会社・株式会社ニトリ分割準備会社として設立。
  - 8月21日 - （旧）株式会社ニトリの会社分割により、販売部門を承継し、同時に商号（社名）を（新）株式会社ニトリに変更。
- 2011年（平成23年）
  - 10月5日 - ニトリ初のモール型店舗「ニトリモール東大阪」を近鉄ハーツ跡地にオープン。
  - 12月15日 - ニトリが販売した椅子の脚が折れたことで骨折し、歩行困難からうつ病を併発した女性が同社を訴えた事件で、福岡高等裁判所は1,580万円の支払いをニトリに命じた[22]。
- 2016年（平成28年）
  - 2月 - 取締役会において株式会社ニトリホールディングス新代表取締役社長に白井俊之が就任。
  - 3月 - 女子プロゴルファー3選手と所属契約を締結。
  - 5月 - 第44回定時株主総会において、監査等委員会設置会社へ移行。
  - 7月 - ニトリ小樽芸術村オープン。
  - 7月24日 - 新聞報道により、LGBTに対する取り組みを実施していると一般公表[23]。研修会を開催したほか、社内におけるLGBTに関する内容を含めた相談窓口を設置。
  - 8月 - 新ブランド「DAY value」展開開始。
- 2019年（令和元年）10月 - 新業態「N+」を開始。
- 2020年（令和2年）2月 - 株式会社ニトリ代表取締役社長に武田政則が就任。
- 2021年（令和3年）
  - 3月 - 新業態「ニトリダイニング みんなのグリル」を開始[24][25]。外食産業へ参入。
  - 6月 - 同年1月にニトリホールディングス傘下となった島忠との共同業態「ニトリホームズ」の展開を開始。1号店は旧：島忠ホームズ宮原店（さいたま市）をリニューアルしたニトリホームズ宮原店。
- 2022年（令和4年）1月 - 韓国最大Eコマース企業のクーパン社と提携して2021年10月に卸売業を開始し、韓国国内向けに自社商品120品目以上を本格的に販売開始。
- 2023年（令和5年）4月 - 同月までにアメリカ国内で展開している店舗を全て閉鎖し、同国での事業から撤退[26]。
- 2024年（令和6年）
  - 2月16日 - QRコード決済に対応[27]。
  - 11月24日 - 同日までに「みんなのグリル」及び「みんなのサンド」の全店舗を閉店し、外食事業から撤退予定[28][29]。

## 店舗概要
北海道から沖縄まで日本全国に出店し（716店舗。2023年12月31日時点）、店舗網拡大を続けている。日本国外では台湾に60店舗、中国本土に92店舗、マレーシアに10店舗、タイに4店舗、シンガポール・香港・韓国・ベトナムに各1店舗ずつを構える。
大半の店舗が「ホームファニシングストア」と謳い、主に大型家具やインテリア用品や小物・生活日常品など扱っているが、17店舗については「ホームファッションストア」と称し、大型家具の品揃えを大幅に絞ってインテリア用品中心の店舗としている。この他、モール型の施設「ニトリモール」、小型店舗「ニトリデコホーム」、都心型店舗「ニトリEXPRESS」も展開している。
2023年12月31日時点における日本国内店舗の展開範囲は以下の通り。また、同社のウェブサイトでは県別の店舗分布も確認できる。
- 最北端店舗：イオン名寄店（北海道名寄市）
- 最東端店舗：中標津店（北海道標津郡中標津町）
- 最西端店舗かつ最南端店舗：石垣店（沖縄県石垣市）

なお、現存する店舗の中で最も開店時期が古いのは、本社が入居する3号店の「麻生店」（北海道札幌市北区、ニトリ本店）である。1973年（昭和48年）に初代店舗を開店。2012年に3度目の建て替えを行い、札幌本社を移転した。
山陰地方には最後まで未出店であったが、2011年3月11日に島根県松江市への出店をもって業界初の全都道府県への出店を達成した。
2000年代後半以降は特に道内の店舗で積極的にスクラップアンドビルドを進めており、既存店舗を建て替え（あるいは移設し）、概ね5000m2以上の店舗へ拡張している。
各店舗の電話番号は非公表で、レシートに記載される電話番号はお客様相談室のものである。
- 赤羽店（東京都北区）
同社東京本部も併置
- 池袋サンシャイン60通り店（東京都豊島区）
- 高槻店（大阪府高槻市）
- 美園店（札幌市豊平区）
- 旧デザインの店舗
牛久店（茨城県牛久市）
現在は改装により消滅
- ニトリモール東大阪
- コムタウン岡崎店（愛知県岡崎市）
- 敦北店（台湾・台北市松山区）
- チャチャタウン小倉店（福岡県北九州市）

### ニトリモール
基本コンセプトは、「豊富な品揃えとお求めやすい価格」である。ファッションや生活用品、飲食やサービスなど、各カテゴリーの“代表的なチェーンストア”を中心に構成している。現在、4店舗（東大阪・相模原・宮崎・枚方）を展開する。

### ニトリデコホーム
コンセプトは、「より身近にあるニトリ」。店舗規模は既在のニトリの店舗と比べ半分以下と小規模であり、取り扱いもホームファッションに特化しており、大型家具は販売していない。2023年現在、関東圏及び近畿圏を中心に133店舗を展開する。なお、システムの関係上、ニトリデコホームでの取り扱いのない商品を、既在のニトリ店舗から取り寄せることはできない。
展開当初は通常業態と同じくエメラルドグリーン基調のロゴだったが、後にオレンジを基調にしたロゴに変更されている。

### ニトリEXPRESS
既在のニトリより店舗規模や取扱品目を抑えた都心型店舗形態。ニトリデコホームとは異なり、大型家具やオーダーカーテンも一部取り扱う。新規出店の他、通常業態のうち商業施設内へ出店していた小型店舗が業態転換した店舗も存在する。2023年現在、33店舗を展開する。

### N＋
「私のための大人服」をコンセプトとしたアパレル事業ブランドで、大人の女性をターゲットとした商品構成となっている。2023年現在、39店舗を展開する。

### 閉店店舗
撤退または他店と統廃合となった店舗のみ記す（後に同じ店名で移転オープンした店舗は割愛）。
北海道
- 南郷店 (札幌市白石区) - 家具店としては日本初のエアドーム建築であった。
- 北49条店（札幌市東区） - 新道店と統廃合。
- ソシア店（札幌市南区、コープさっぽろSocia内） - 2006年1月9日閉店、旧川沿店と統廃合。
- 新さっぽろ店 (札幌市厚別区) - 2007年2月18日閉店。厚別店へ移転。
- 手稲富丘店 (札幌市手稲区) - 宮の沢店へ統合。
- 手稲前田店 (札幌市手稲区) - 宮の沢店へ統合。
- 月寒中央店 (札幌市豊平区) - 2009年9月23日閉店。美園店へ統合。
- 白石店（札幌市白石区） - 2010年5月9日閉店、美園店へ統合。閉店後はサンドラッグが出店。
- 上磯店（北斗市上磯町、スーパーセンタートライアル上磯店内） - 2011年7月10日閉店。建て替えにより休業した函館店の仮店舗だったが、函館店が再開業した2010年9月以降も営業を継続していた。
- EXPRESS札幌エスタ店 (札幌市中央区) - 2023年8月31日閉店。札幌エスタ閉鎖のため。EXPRESS札幌丸井今井店へ移転。

青森県
- チーノはちのへ店 - 2017年12月10日閉店。建替休業した八戸店の代替として出店していた。

宮城県
- 仙台泉店（仙台市泉区） - 仙台松森店に移転。
- ジャスコ富谷店（宮城県富谷市） -　閉店時期不明。その後イオンモール富谷となった2024年7月に再出店している[33]。

栃木県
- 足利店 (足利市堀込町2485-1) - 2017年5月14日閉店。現店舗はこの店舗が閉店した3年後に島忠から転換した店舗でこの店舗とは無関係。
- イオンタウン真岡店 (真岡市台町2668) - 2022年11月6日閉店。真岡店へ統合。

埼玉県
- ダイヤモンドシティ川口店 - 2007年9月17日閉店。
- デコホーム大宮ステラタウン店 - 2023年1月9日閉店
- デコホームイオン狭山店 - 2023年1月15日閉店。

千葉県
- イオン津田沼店 - 2010年3月7日閉店。
- 市原八幡店（市原市八幡333-1） - 2010年3月7日閉店。
- フルルガーデン八千代店 - 2011年2月にデコホームへ転換。
- デコホームショッピングプラザ鎌ヶ谷店 - 2020年6月7日閉店。アクロスモール新鎌ヶ谷店へ統合。
- N+イオンモール柏店 - 2021年9月26日閉店。

東京都
- デコホームクロスガーデン多摩店 - 2016年5月8日閉店。
- デコホーム立川フロム中武店 - 2018年2月12日閉店。
- デコホーム渋谷東急東横店 - 2019年12月16日閉店。
- デコホームヨドバシ吉祥寺店 - 2021年5月9日閉店。
- アトレ目黒店 - 2021年11月7日閉店。
- マロニエゲート銀座店 - 2022年1月10日閉店。
- ヴィーナスフォート店 - 2022年3月27日閉店。施設閉館のため。
- EXPRESS池袋サンシャインシティ店 - 2022年7月10日閉店。
- デコホームグランデュオ蒲田店 - 2022年7月18日閉店
- 東武池袋店 - 2022年11月13日閉店。サンシャイン60通り店へ統合。

神奈川県
- 綱島店（横浜市港北区、T-PLATZ内） - 2009年2月1日閉店。
- 横浜狩場インター店 - 2012年1月10日閉店。
- デコホームイトーヨーカドー川崎港町店 - 2017年5月7日閉店。
- 高島屋港南台店 (横浜市港南区) - 2020年8月16日閉店。
- 川崎競馬場前店 - 2022年9月4日閉店。マーケットスクエア川崎イースト2Fに出店していた。
- さいか屋藤沢店 - 2023年2月12日閉店。
- デコホーム横須賀モアーズシティ店- 2023年7月17日閉店

長野県
- 安曇野インター店 - 2022年8月7日閉店。安曇野インターパーク店へ統合。

岐阜県
- アピタ飛騨高山店 (高山市国府町金桶41) - 2019年1月27日閉店。アピタの閉店に伴い、ピュア高山のテナント店舗として移転。
- ピュア高山店（高山市西之一色町3-1135）- 2023年11月26日閉店。高山店の開店（2023年12月1日）に伴い、独立店舗として移転。
- 各務原店（旧）（各務原市鵜沼三ツ池町3-132） - 2023年8月6日閉店。現在の各務原店（各務原市鵜沼各務原町1-17-5）の開店（2023年8月10日）に伴い、独立店舗として移転。
- 多治見インター店（多治見市西坂町5-31-1）- 2023年9月24日閉店。アクロスガーデン多治見店の開店（2023年9月29日）に伴い、移転。
- 中津川店（中津川市淀川町3-8）- 2024年3月3日閉店。恵那店の開店（2024年3月8日）に伴い、独立店舗として移転。
- MEGAドン・キホーテUNY美濃加茂店（美濃加茂市野笹町2-5-65）- 2024年8月4日閉店。美濃加茂店の開店（2024年8月9日）に伴い、独立店舗として移転。

静岡県
- ピアゴ富士宮店 - 2020年12月13日閉店。富士宮店へ統合。

愛知県
- イオン扶桑店 - 2010年5月16日閉店。

三重県
- ジャスコ四日市北店

滋賀県
- デコホームイオンタウン湖南店 - 2023年5月7日閉店。

京都府
- イオンタウン久御山店 - 2021年1月3日閉店。

大阪府
- 貝塚店（貝塚市） - 正確な閉店日は不明だが、2006年12月26日午前4時から2006年12月27日午前5時の間に店舗一覧から貝塚店が消え、りんくう店が追加された[34][35]。ユニチカオークタウン貝塚に出店していた。大阪府下初出店の店舗だった[36][37]。
- 瓢箪山店（東大阪市、長崎屋瓢箪山店内） - 2011年11月28日閉店。
- 光明池店 (和泉市室堂町824-36) - 2017年5月14日閉店。コムボックス光明池1階に出店していた。
- メラード大和田店 (大阪市西淀川区) - 2020年9月27日閉店。
- ジャンボスクエア河内長野店 - 2022年10月10日閉店。
- 平野店（大阪市平野区平野北1-8-2） - 2023年8月20日閉店。

兵庫県
- 加古川店（加古川市） - 2009年11月23日閉店。姫路花田店に統廃合。
- イオン三田ウッディタウン店- 2021年11月21日閉店。
- 神戸和田岬店 (神戸市兵庫区吉田町1-2-40) - 2022年6月12日閉店。
- イオン尼崎店 - 2022年10月2日閉店。
- デコホーム三宮センター街店 - 2022年10月16日閉店。グレースコウベ4階に出店していた。
- 尼崎道意町店 (尼崎市道意町7-1) - 2023年1月9日閉店。

奈良県
- 大和高田店（大和高田市） - 狭隘だったが、2000年代初めから関西で営業していた店舗であった。
- デコホーム奈良ミ・ナーラ店 - 2020年7月31日閉店。

岡山県
- デコホーム岡山駅前店 (岡山市北区本町6-30) - 2016年12月25日閉店。第一セントラルビル2号館B1階に出店していた。
- 岡山ロッツ店 - 2022年2月28日閉店。閉館のため。

広島県
- デコホームイオンモール広島祇園店 - 2022年1月10日閉店。

香川県
- ゆめタウン高松店　2019年2月11日閉店

福岡県
- サンリブ宗像店 - 2020年8月16日閉店。宗像店へ統合。
- デコホームノース天神店 - 2022年8月28日、建物完全閉鎖のため閉店。
- N+ニトリゆめタウン博多店 - 2022年9月25日閉店。

宮崎県
- イオンモール宮崎店 2012年4月22日閉店。ニトリモール宮崎に移転。

## 宣伝
CMにも力を入れており、初音ミクに歌わせたり、新一年生向けに男児向けと女児向けでアニメチックに「くみあわせですく」の宣伝をしたりしている。
寝具用品「Nクール・Nウォーム」のCMでは俳優の清水伸が「お人好しだが、少しドジな中年男性」をコミカルに演じている。

## スポーツ活動
- 北海道マラソン - 2010年・2011年大会の特別協賛社。
- ニトリレディスゴルフトーナメント[38]
- 北海道日本ハムファイターズ - 2011年シーズンよりオフィシャルスポンサーを務めている。ユニフォームパンツにはニトリのロゴがプリントされている（ただしセ・リーグ球団が主催する1軍の試合では規定によりプリントは無い）。
- JDリーグ（日本女子ソフトボールリーグ機構）、タイトルパートナー、2022年シーズンより[39][40]。

### 陸上競技
- ニトリ女子ランニングチーム [41] - 2015年4月、ニトリ女子陸上部として創部（2016年2月より現チーム名）。

## スポンサー等
- ニトリ文化ホール - さっぽろ芸術文化の館大ホールの命名権取得。
- 千葉商科大学 - サービス創造学部の公式サポーター企業。
- インテリア日和 - 一社提供番組、テレビ東京系列。
- ラジオ時報CM(JFN系列)2016年10月～2020年3月　平日の15時と16時の時報を担当していた。

## 不祥事

### 景品表示法違反
2024年2月8日、「糖質カットご飯が炊ける」と根拠のない表示で炊飯器を販売したとして、消費者庁は景品表示法違反（優良誤認）で、ニトリなど4社に再発防止などを求める措置命令を出したと発表した。 消費者庁によると、4社は販売する炊飯器について、炊飯中にでんぷんを分離させる方法などにより、糖質を33～59%カットできると自社サイトや店頭で表示。通常の炊飯機能と同じ炊き上がりで糖質が低減できるかのように宣伝していた。
同庁は裏付けとなる資料の提出を求めたが、各社の試験結果には糖質カット機能で炊いたご飯には、おかゆと同程度の水分が含まれていた。ニトリなどは「真摯に受け止め、再発防止に取り組む」などとしている。

### 中国への「コメ輸出」疑惑
「中国に「コメ輸出」疑惑でネット炎上中のニトリを直撃…返ってきた「意外な答え」」というFRIDAYデジタルの記事において、《米の輸出についてはご指摘のとおりホクレン農業協同組合連合会様と共同で行ったことに関しましては事実でございます（2022年１月）が、それ以降お米の輸出の実績はございません》と回答した。

## 関連テレビ番組
- 日経スペシャル ガイアの夜明け 激突！巨大家具メーカー（2006年5月23日、テレビ東京）[44]。
- 日経スペシャル カンブリア宮殿（テレビ東京）- いずれも社長の似鳥昭雄が出演。
  - 「デフレは永遠に続く！ ニトリが"安売り"にこだわる理由」（2007年11月12日[45]。
  - 波乱万丈スペシャル ～あの時があるから今がある～（2015年9月24日）[46]。
  - 33年連続の増収増益を実現！ 家具の王者・ニトリが大変貌した秘密（2020年12月24日）[47]。

## 関連書籍
- 『不況をチャンスに変える』（2011年4月） 勝間和代と共著 NHKテレビテキスト：仕事学のすすめ（2011年3月25日、NHK出版）ISBN 9784141895640
- 『不況をチャンスに変える』（2011年8月） 勝間和代と共著 NHKテレビテキスト：仕事学のすすめ（2011年7月26日、NHK出版）ISBN 9784141895688
- 『運は創るもの』私の履歴書（2015年8月27日、日本経済新聞出版社）ISBN 9784532320218
- 『ニトリ成功の5原則』（2016年8月1日、朝日新聞出版）ISBN 9784023315327
- 『リーダーが育つ55の智慧』（2018年4月7日、KADOKAWA）ISBN 9784041067321
- 『ニトリの働き方』（2020年8月27日、大和書房）ISBN 9784479797180